# Marie-Rose Armesto
Marie Rose-Armesto (Savinhão, 19 de março de 1960 − França, 23 de janeiro de 2007) foi uma jornalista belga nascida na Espanha. Era editora-chefe associada ao canal francês RTL-TVI.
Nasceu em Savinhão, em Galiza e mudou-se para a Bélgica aos oito anos de idade. Trabalhou pela primeira vez na estação Radio Contact, em 1982. Armesto passou a fazer parte do canal RTL-TVI em setembro de 1987, eventualmente tornando-se repórter principal do canal em parceria com Jean-Pierre Martin. Inobstante à carreira jornalística, organizou uma corrente humana em torno do Edifício Berlaymont, em Bruxelas, para chamar atenção para a limpeza ética realizada na Bósnia.
Desse modo, mostrou ao povo belga a situação dos desaparecidos n oChile e vítimas do genocídio em Ruanda. Armesto viu o terrorismo de reivindicação do Islã como inspiração para o novo fascismo. Em 2002, publicou Son mari a tué Massoud, obra baseada em uma entrevista com a esposa de um dos assassinos do líder militar afegão Ahmad Shah Massoud.  Armesto morreu em 2007, aos 46 anos de idade.